# Heart of the Ark Vol. 2
Heart of the Ark Volume 2 è un album reggae/dub di Lee Perry e The Upsetters, prodotto da Lee "Scratch" Perry contenente produzioni del cosiddetto periodo Black Ark e pubblicato in Giamaica dall'etichetta Seven Leaves nel 1982.
Il disco contiene canzoni registrate nel periodo compreso tra il 1975 e il 1978 presso i Black Ark studios, gli studi di registrazione di Lee Perry.

## Tracce
1. Such Is Life - Lord Creator
2. Freedom - Earl 16
3. Dread Dreader - Jolly Brothers
4. Brotherly Love - Henrick Nicholson
5. Them Don't Know Love - Righteous Vibes
6. African Freedom - Brother Hood
7. Cool Down - Jolly Brothers
8. Jah Say Love - Twin Roots
9. Four & Twenty Dreadlocks - Prodigal